# Escenas de matrimonio
Escenas de matrimonio es una serie de televisión de humor estrenada en Telecinco en 2007 y producida por Alba Adriática. Se estrenó el 1 de agosto de 2007 donde mostraba las reacciones de parejas que viven en un mismo edificio ante situaciones similares que abordan en su vida cotidiana. La serie fue cancelada por su baja audiencia el 30 de agosto de 2009. Después se hizo una secuela, también en Telecinco, llamado Escenas de matrimonio 2, pero la audiencia siguió sin responder, lo que hizo que también fuera cancelada.

## Historia

### La Primera de TVE: Noche de fiesta
La idea del show surge en 2002 como unos sketches independientes del programa de variedades de La 1 de Televisión Española, Noche de fiesta, dirigido por José Luis Moreno. Los sobrinos de este Alberto y Laura Caballero se encargan de la dirección y guion respectivamente de esta mini comedia, que pronto se convierte en uno de los espacios más celebrados del programa.
En esta primera los actores que dieron vida a los personajes fueron Marisa Porcel (Pepa), Pepe Ruiz (Avelino), que llevaban casados 40 años, Silvia Gambino (Marina) y Alfredo Cernuda (Roberto), que llevaban casados 14 años. Los personajes de la pareja joven, que llevaban 4 meses casados, no tenían nombre en esta etapa y fueron interpretados por Daniel Muriel y Ruth Arteaga. En la siguiente temporada serían sustituidos por Javier Coromina y Rosana Manso, y en ocasiones Martin Czehmester. En la siguiente temporada, Javier Coromina fue sustituido por Manuel Belmonte.

### Antena 3: La sopa boba
Una vez cancelado el programa, en septiembre de 2004, algunos de sus actores se incorporaron, interpretando los mismos personajes en la serie de Antena 3, La sopa boba, que se emite hasta finales de 2004. Los papeles estaban interpretados por Marisa Porcel (Pepa), Pepe Ruiz (Avelino), Silvia Gambino (Marina) y Alfredo Cernuda (Roberto). En esta etapa no existe una pareja joven.

### Teatro: Matrimoniadas
Dado el gran éxito de la idea, el sketch se lleva a los teatros y, entre 2003 y 2006 se realizan giras por toda España, bajo el título de Matrimoniadas: Hasta que la muerte los separe. En 2005 y 2006, el papel de Roberto pasa a ser interpretado por Santiago Urrialde y la pareja joven es interpretada por Paloma Figueroa y Mario Barbero siguiendo Pepe Ruiz, Marisa Porcel y Silvia Gambino en los papeles de Avelino, Pepa y Marina respectivamente.
Finalmente la función se estrena en el Teatro La Latina de Madrid, y se representa entre abril y septiembre de 2005.

### 1.ª temporada deEscenas de matrimonio
Desde el 1 de agosto de 2007, se recupera la idea original, emitiéndose diariamente en la cadena Telecinco la serie Escenas de matrimonio, con gran éxito de audiencia, sobre idéntico esquema de sketches independientes y en la que, como novedad, se han incorporado David Venancio Muro en el papel de Roberto, Soledad Mallol en el de Marina, como pareja de mediana edad y Miren Ibarguren en el de Sonia como chica de la pareja joven. Repitieron Daniel Muriel en el papel de Miguel como el chico de la pareja joven, Pepe Ruiz y Marisa Porcel como Avelino y Pepa respectivamente siendo la pareja de mayor edad.
Además de los personajes principales, en la serie también pueden verse personajes secundarios y episódicos como:
- Ramón (Rubén Sanz), el atractivo mejor amigo de Miguel.
- Berta (Marta Poveda), la mejor amiga de Sonia.
- Paco (Jesús Caba), el conserje del edificio donde viven los matrimonios.
- Desislava (Emilia Uutinen), la asistenta de Pepa y Avelino.
- Laura (Rosa Clara García), la mejor amiga de Marina.
- Cayetana (Carmen Esteban), la mejor amiga de Pepa.
- Domingo (Ibon Uzkudun), el ex de Sonia.

A finales de octubre de 2007, Pepe Ruiz y Marisa Porcel anunciaron su abandono de Escenas de matrimonio donde dejaron la serie en pleno éxito, tras fichar por Antena 3. Se incorporaron de manera inmediata al canal, donde trabajaron juntos en La familia Mata. Semanas después del abandono de personajes en la serie, el 5 de noviembre se incorporó otro matrimonio como sustitutos de Pepa y Avelino, interpretados por Mary Carmen Ramírez y Manuel Galiana como Paca y Natalio respectivamente.
Desislava (Emilia Uutinen), la asistenta de Pepa y Avelino, siguió en la serie a pesar del abandono de estos, interpretando el mismo papel y siendo ahora asistenta de Paca y Natalio. Lo mismo pasó con Cayetana (Carmen Esteban), la mejor amiga de Pepa, que pasó a ser la mejor amiga de Paca
A principios de 2008, se incorporaron a la cabeza Berta (Marta Poveda) y Ramón (Rubén Sanz), que hasta ahora aparecían como artistas invitados.
En marzo de 2008, se incorporó otro matrimonio, interpretados por Cesáreo Estébanez que interpreta a Cesáreo y Mamen García que interpreta a Brígida, interpretando a los jubilados tíos de Paco (Jesús Caba), añadiendo a la serie más decorados, como el portal o la casa de Paco (conocido entre los matrimonios como "chiscón"), que es donde se acoplan.
Un mes después, la cabecera se renueva y alarga (con una versión ampliada de la canción) donde se incorporan a la misma Mamen García, Cesáreo Estébanez, Emilia Uutinen y Jesús Caba.
En julio de 2008, se empezaron a emitir escenas de Eufemia (Marta Puig) y Ricardo (Juan Jesús Valverde), la madre de Miguel (Daniel Muriel) y el padre de Sonia (Miren Ibarguren), respectivamente.

### 2.ª temporada deEscenas de matrimonio
Miren Ibarguren (Sonia), tras fichar por Aída deja la serie, la cual dejará a su chico por Ramón (Rubén Sanz) que también se va de la serie.
En sustitución de Sonia (Miren Ibarguren), se incorpora Ainhoa (Mar Saura), una abogada divorciada que será la nueva pareja de Miguel. Aunque al principio solo fueron compañeros de piso poco a poco se van enamorando.
En sustitución de Ramón se ha incorporado Nico (Antonio Moreno), el primo de Ramón.
Domingo (Ibon Uzkudun), el ex de Sonia (Miren Ibarguren) también desaparece de la serie por el abandono de ésta.
En la nueva temporada, Brígida (Mamen García) y Cesáreo (Cesáreo Estébanez) han cambiado de decorados tras tocarle la lotería y comprarse otro piso en el edificio. Ambos contratarán a Desislava (Emilia Uutinen) como asistenta tras el abandono de Paca y Natalio.
También estará Sigur (Martin Czhemesther), el novio de Desislava (Emilia Uutinen). Cayetana (Carmen Esteban), seguirá en la serie, convirtiéndose en la mejor amiga de Brígida donde compartirá muchas escenas con ella.
En abril de 2009, se incorporó a la serie Conchita Goyanes como la madre de Ainhoa (Mar Saura), que la agobia constantemente llamándola solo para criticar a Miguel (Daniel Muriel).
También se ha incorporado un nuevo matrimonio, Silvia Gambino y Santiago Urrialde como Asún y Emilio, un matrimonio que llevan casados 16 años y no se soportan el uno al otro. Como personaje secundario, se incorpora la madre de ella, Florinda, interpretada por Lina Morgan y es introducida en la cabecera, pero a las tres semanas de su incorporación, Lina Morgan (Florinda) abandonó la serie por motivos de salud, siendo sustituida por Empar Ferrer, que interpreta a Lupe, la tía millonaria de Asun.

### Abandono de todos los personajes secundarios, especiales y final de la serie
Tras la pérdida alarmante de audiencia durante la segunda temporada provoca que Telecinco se replantee la continuidad de la serie en verano de 2009.
Se decide, junto a la productora, grabar cinco especiales con bastantes novedades:
- Cabecera y sintonía renovadas.
- Sketches renovados, con nombres y sin continuidad entre sketch y sketch.
- Para recuperar la esencia se decidió que los personajes secundarios abandonaran la serie para centrarse únicamente en los matrimonios.

Así que en el caso de Ainhoa (Mar Saura) (que abandonó la serie para protagonizar una telenovela americana) y Miguel (Daniel Muriel), abandonaron Berta (Marta Poveda), Eufemia (Marta Puig), Ricardo (Juan Jesús Valverde), Nico (Antonio Moreno) y la madre de Ainhoa, (Concha Goyanes).
En el caso de Marina (Soledad Mallol) y Roberto (David Venancio Muro) abandonó solamente Laura (Rosa Clara García), ya que era el único personaje secundario correspondiente a este matrimonio.
En el caso de Asun (Silvia Gambino) y Emilio (Santiago Urrialde) abandonó solamente Lupe (Empar Ferrer) ya que también era el único personaje secundario correspondiente a este matrimonio.
En el caso de Brígida (Mamen García) y Cesáreo (Cesáreo Estébanez) (que también abandonaron la serie) abandonaron Desislava (Emilia Uutinen), Sigur (Martin Czehmester) y Cayetana (Carmen Esteban).
Y por último abandonó la serie Paco (Jesús Caba) el conserje del edificio donde vivían todos los matrimonios.
Las nuevas incorporaciones son Alba (Maggie Civantos), la nueva novia de Miguel y un nuevo matrimonio: Carmina (Pepita Alguersuari) y Fidel (Luis Centeno), un nuevo decorado también para ellos.
A pesar de todas las novedades, la audiencia no respondió a los cuatro primeros especiales y Telecinco decidió terminar la serie con el quinto y último especial el día 30 de agosto de 2009, dando así por finalizada la serie después de dos años de emisión.

### Escenas de matrimonio 2
El 21 de diciembre de 2009 se recuperó la serie tras la cancelación que sufrió en verano de 2009 por su desgaste de audiencia. La serie se emitió en el Access prime time en la cadena Telecinco con el nombre de Escenas de matrimonio 2. En esta nueva temporada vuelve la pareja más esperada, la formada por Pepa y Avelino (Marisa Porcel y Pepe Ruiz). También se incorporan a la serie Blas (Josep María Gimeno), el nuevo novio de Marina tras el abandono de Roberto (David Venancio Muro) y dos jóvenes treintañeras llamadas Esther (Carmen Alcayde) y Miriam (Susana Soleto) que son compañeras de piso.
Se pueden ver en la misma personajes episódicos y secundarios como:
- Cayetana (Carmen Esteban), la mejor amiga de Pepa, que convive con Avelino los primeros episodios, debido a la ausencia temporal de Pepa.
- Don Adrián (Jesús Alcalde), el casero de Esther y Miriam.
- Mamá de Esther (Paula Martel).
- Padre de Esther (Carlos Olalla).
- Jonathan García y Adrián Castiñeiras, ligues de Esther y Miriam.

Finalmente, fue cancelada en febrero de 2010 tras su baja audiencia.

### Parejología 3x2 / Cuñados
Pretendía ser una serie sucesora de Escenas de matrimonio, pero tras ser emitidos tres capítulos, fue cancelada debido a datos de audiencia pobres. A pesar de haber sido cancelada en su momento, Telecinco recupera la comedia y la emite bajo el nombre Cuñados con notables datos de audiencia. En la serie, los matrimonios tienen hijos.
Cuenta con el siguiente reparto:
- Juanjo Puigcorbé como Ramón
- Mariana Cordero como Eugenia
- Ismael Martínez como Pablo
- Norma Ruiz como María
- David Vaquerizo como Lucas
- Julio Arrojo como Andrés
- Marta Belenguer como Marta

Desde 2012 y hasta 2013, se emitió en Factoría de Ficción los episodios originales de la primera serie.

### Esposados
Durante el verano de 2013, se emitió en Telecinco Esposados, que sigue la esencia de Noche de fiesta pero con nuevas parejas y parejas invitadas (para más información, ver el artículo de Esposados (serie de televisión))
Cuenta con el siguiente reparto:
- Pablo Puyol como Rubén
- Nazaret Aracil como Nuria
- La Terremoto de Alcorcón como Yolanda
- Andoni Agirregomezkorta como Diego
- Charo Reina como Dolores
- Mariano Venancio como Agustín

### Mitele y redifusiones posteriores
Durante 2018 y 2019, todos los episodios de Escenas de matrimonio y Escenas de matrimonio 2 fueron subidos a Mitele, la plataforma en línea de Mediaset España, y volvieron a emitirse los episodios en Factoría de Ficción, dejando de emitirse en 2019.
En abril de 2020, con motivo de la pandemia de COVID-19 se reemitieron los seis primeros episodios en el late night de Telecinco (a las 0:45 horas)

## Argumento deEscenas de matrimonio
Celos, problemas con el trabajo, escasez de dinero, lo duro de ser ama de casa, largos años de convivencia, difíciles decisiones como tener o no hijos... son problemas que viven todas las parejas pero, parece que estos matrimonios ven agudizadas sus crisis con el paso de los días. Escenas de matrimonio muestra las divertidas reacciones de parejas de distintas generaciones.

## Personajes

### Primera etapa (2007-2009)
| Mayores de 60 | Mayores de 60 | Mayores de 40 | Mayores de 40 | |
| - Pepe Ruiz es Avelino Cañete Lozano (1939). - Marisa Porcel es Josefina "Pepa" Villarejo. - Mary Carmen Ramírez es Francisca "Paca" Mantecón Puerro. - Manuel Galiana es Natalio Fernández. - Mamen García es Brígida Muro. - Cesáreo Estébanez es Cesáreo Martínez. - Marta Puig es Eufemia Santos Chinchilla. - Juan Jesús Valverde es Ricardo Valcárcel. - Pepita Alguersuari es Carmina Estévez. - Luis Centeno es Fidel Bardají. - Lina Morgan es Florinda Fuentes. | - Pepe Ruiz es Avelino Cañete Lozano (1939). - Marisa Porcel es Josefina "Pepa" Villarejo. - Mary Carmen Ramírez es Francisca "Paca" Mantecón Puerro. - Manuel Galiana es Natalio Fernández. - Mamen García es Brígida Muro. - Cesáreo Estébanez es Cesáreo Martínez. - Marta Puig es Eufemia Santos Chinchilla. - Juan Jesús Valverde es Ricardo Valcárcel. - Pepita Alguersuari es Carmina Estévez. - Luis Centeno es Fidel Bardají. - Lina Morgan es Florinda Fuentes. | - David Venancio Muro es Roberto Pinilla de la Peña. - Soledad Mallol es Marina Bermúdez Recalde (1961). - Silvia Gambino es Asunción "Asun" Espinosa Fuentes. - Santiago Urrialde es Emilio Casado Gil. | - David Venancio Muro es Roberto Pinilla de la Peña. - Soledad Mallol es Marina Bermúdez Recalde (1961). - Silvia Gambino es Asunción "Asun" Espinosa Fuentes. - Santiago Urrialde es Emilio Casado Gil.                                                                      | |
| Jóvenes | Empleados | Empleados | No residentes | |
| - Miren Ibarguren es Sonia Valcárcel. - Daniel Muriel es Miguel Costa Santos. - Mar Saura es Ainhoa Vidiella. - Maggie Civantos es Alba Boguñá. | - Jesús Caba es Francisco "Paco" Racionero Muro. - Emilia Uutinen es Desislava. | - Jesús Caba es Francisco "Paco" Racionero Muro. - Emilia Uutinen es Desislava. | - Rubén Sanz es Ramón Sánchez. - Marta Poveda es Berta García. - Ibon Uzkudun es Domingo. - Martin Czhemester es Sigur. - Antonio Moreno es Nico. - Empar Ferrer es Lupe. - Concha Goyanes es la madre de Ainhoa. - Carmen Esteban es Cayetana. - Rosa Clara García es Laura. | - Rubén Sanz es Ramón Sánchez. - Marta Poveda es Berta García. - Ibon Uzkudun es Domingo. - Martin Czhemester es Sigur. - Antonio Moreno es Nico. - Empar Ferrer es Lupe. - Concha Goyanes es la madre de Ainhoa. - Carmen Esteban es Cayetana. - Rosa Clara García es Laura. |

### Segunda etapa (2009-2010)
| Mayores de 60                                                            | Mayores de 60                                                            | Mayores de 40                                                                    | Mayores de 40                                                                    |
| - Pepe Ruiz es Avelino Cañete Lozano. - Marisa Porcel es Pepa Villarejo. | - Pepe Ruiz es Avelino Cañete Lozano. - Marisa Porcel es Pepa Villarejo. | - José María Gimeno es Blas Romero. - Soledad Mallol es Marina Bermúdez Recalde. | - José María Gimeno es Blas Romero. - Soledad Mallol es Marina Bermúdez Recalde. |
| Jóvenes                                                                  | No residentes                                                            |                                                                                  |                                                                                  |
| - Carmen Alcayde es Esther Hidalgo. - Susana Soleto es Miriam Catalán.   | - Carmen Esteban es Cayetana.                                            | - Carmen Esteban es Cayetana.                                                    |                                                                                  |

## Artistas invitados

### 1.ª temporada
- Lina Morgan como Florinda.
- Mari Carmen y sus muñecos como Angelines.
- Lidia San José como Almudena.

### 2.ª temporada
- Santiago Segura como Él mismo.
- Eduardo Gómez como Ambrosio.
- Elena Martín como Hermana de Marina.

## Parejas de Escenas de matrimonio

### Hasta el final de la primera temporada
- Sonia y Miguel (episodios 1 a 275)

La pareja más joven de Escenas de matrimonio acaba de iniciar su convivencia. Miguel se ha trasladado a Madrid para compartir el día a día con su amada. Sin embargo, lo que se planteó como un momento idílico se convierte en un continuo tira y afloja, ya que es Sonia quien trabaja, mientras Miguel intenta escribir su primera novela. El tema del dinero, así como los celos y la inmadurez de él serán los envenenados dardos que se lanzan cada día. Finalmente ella le abandona por Ramón, el ex-mejor amigo de Miguel.
- Paca y Natalio (episodios 90 a 255)

Llevan casados más de cuarenta y tres años y acaban de mudarse. Ya el comienzo de esta pareja fue difícil porque Paca engañó a Natalio haciéndole creer, para que aceptara el matrimonio, que poseía una gran fortuna, sin embargo, las importantes posesiones de tierra de las que ella presumía se convirtieron en un centenar de macetas de geranios. No obstante, los sexagenarios han sabido sobreponerse a sus mentiras y a todas las crisis ¿amor u odio? ¡Ni ellos mismos lo saben! Finalmente él la abandona y ella vende el piso dónde vivían.
- Pepa y Avelino (episodios 1 a 89-466 a 489)

Se enamoraron de adolescentes y se casaron, llevan casados más de cuarenta años. Él es director de un banco que lleva soñando con la jubilación toda la vida y ella es una ama de casa que está deseando quitarse de encima a Avelino. Los dos están todo el día discutiendo y echándose en cara los defectos de cada uno. Aunque están todo el día discutiendo, la verdad es que se quieren aunque nunca se lo demuestran uno al otro.
- Marina y Roberto (episodios 1 a 465)

Roberto es administrativo comercial y Marina trabaja en una oficina. Pero, además, ella es ama de casa aunque no como quisiera su marido. Marina tiene obsesión por el dinero y la imagen personal, mientras Roberto no cuida su aspecto y su única preocupación es llegar a tiempo al sofá a la hora del fútbol. Sin embargo, aunque el día a día es muy difícil cada uno trata de llamar la atención del otro a su manera.
- Brígida y Cesáreo (episodio 181 a 460)

Cuando Cesáreo pierde su empleo en la fábrica de ladrillos, el matrimonio, convencido de que Paco trabaja como administrador de fincas, decide mudarse a la casa de su sobrino en el edificio, situación que cambiará por completo la vida del joven. A diferencia de los demás, esta pareja de ancianos alterna sus discusiones y sarcasmos con todo tipo de cariños. Poco después les toca la lotería y deciden comprarse un piso en el mismo edificio, en el cual contratan a Desislava como asistenta.

### Hasta el final de la segunda temporada
- Marina y Roberto (episodios 1 a 465)

Roberto es administrativo comercial y Marina trabaja en una oficina. Pero, además, ella es ama de casa, aunque no como quisiera su marido. Marina tiene obsesión por el dinero y la imagen personal, mientras Roberto no cuida su aspecto y su única preocupación es llegar a tiempo al sofá a la hora del fútbol. Sin embargo, aunque el día a día es muy difícil cada uno trata de llamar la atención del otro a su manera.
- Brígida y Cesáreo (episodios 181 a 460)

Cuando Cesáreo pierde su empleo en la fábrica de ladrillos, el matrimonio, convencido de que Paco trabaja como administrador de fincas, decide mudarse a la casa de su sobrino en el edificio, situación que cambiará por completo la vida del joven. A diferencia de los demás, esta pareja de ancianos; alterna sus discusiones y sarcasmos con todo tipo de cariños. Poco después les toca la lotería y deciden comprarse un piso en el mismo edificio, en el cual contratan a Desislava como asistenta.
- Asun y Emilio (episodios 274 a 465)

Asun y Emilio llevan 16 años casados. Aprovechando que él trabaja como vendedor en una inmobiliaria y con el objetivo de emprender una nueva etapa, han comprado un piso nuevo. En lo que respecta a su relación, podría ser mejor si no fuera porque son demasiado diferentes: Asun se toma la vida muy en serio y Emilio relativiza cualquier circunstancia y hace gala de un gran sentido del humor; ella es nerviosa, impaciente y fácilmente irritable, mientras que él es el "pasotismo" personificado.
- Eufemia y Ricardo (episodios 177 a 460)

La relación entre Eufemia, madre de Miguel, y Ricardo, padre de Sonia, sigue su curso y se consolida cada día más. Sin embargo, no se mantienen al margen de la ruptura y adoptan posiciones antagónicas:
Ricardo está preocupado por su hija y no termina de confiar en Miguel, mientras que Eufemia culpa a Sonia de la situación en la que ha dejado a su hijo.
- Ainhoa y Miguel (episodios 277 a 460)

Tras requerir los servicios de un abogado para una consulta legal, Miguel recibe gratamente sorprendido la visita de Ainhoa, una brillante letrada que está consiguiendo abrirse camino poco a poco gracias a su carisma y a su capacidad de trabajo. Su carácter es abierto, vital y optimista, aunque también suele sufrir repentinos bajones de ánimo. Ambos jóvenes conectan en seguida y acaban tomando la decisión de vivir juntos para compartir gastos, sin complicar su relación personal. Pero con el paso del tiempo las cosas no resultarán tan sencillas ya que ambos se acabaran enamorando e iniciando una relación.

### Hasta el final de la tercera temporada
- Alba y Miguel (461 a 465)

Tras la ruptura de Miguel con Ainhoa, conoce a Alba y ambos se enamoran desde el primer momento y tras un impulso deciden irse a vivir juntos a un nuevo piso ya que Sonia echa a Miguel del suyo, por lo que se mudan a uno del mismo edificio. Al principio de la relación iba todo de color de rosa pero sin embargo las diferencias de cada uno se notarán al compartir piso y eso provocará más de una discusión. Pero todo se arreglará por el amor tan fuerte que se tienen el uno por el otro.
- Marina y Roberto (1 a 465)

Roberto es administrativo comercial y Marina trabaja en una oficina. Pero, además, ella es ama de casa aunque no como quisiera su marido. Marina tiene obsesión por el dinero y la imagen personal, mientras Roberto no cuida su aspecto y su única preocupación es llegar a tiempo al sofá a la hora del fútbol. Sin embargo, aunque el día a día es muy difícil cada uno trata de llamar la atención del otro a su manera.
- Asun y Emilio (274 a 465)

Asun y Emilio llevan 16 años casados. Aprovechando que él trabaja como vendedor en una inmobiliaria y con el objetivo de emprender una nueva etapa, han comprado un piso nuevo. En lo que respecta a su relación, podría ser mejor si no fuera porque son demasiado diferentes: Asun se toma la vida muy en serio y Emilio relativiza cualquier circunstancia y hace gala de un gran sentido del humor; ella es nerviosa, impaciente y fácilmente irritable, mientras que él es el "pasotismo" personificado.
- Carmina y Fidel (461 a 465)

Llevan prácticamente toda la vida juntos y los años no pasan en balde. Están todo el día peleándose por cualquier cosa y el más mínimo detalle puede provocar una pelea entre los dos. Pero a pesar de eso, algunas veces, también se ríen juntos, sobre todo cuando uno se mete con el otro y viceversa.

### Hasta el final de la cuarta temporadas
- Pepa y Avelino (1 a 89-466 a 489)

Se enamoraron de adolescentes y se casaron, llevan casados más de cuarenta años. Él es director de un banco que lleva soñando con la jubilación toda la vida y ella es una ama de casa que está deseando quitarse de encima a Avelino. Los dos están todo el día discutiendo y echándose en cara los defectos de cada uno. Aunque están todo el día discutiendo, la verdad es que se quieren, aunque nunca se lo demuestran uno al otro. Otro elemento que dificulta aún más su compleja convivencia es el sofisticado sistema de domótica con el que está equipada su vivienda.
- Marina y Blas (467 a 489)

Roberto, el marido de Marina con el que ha compartido tantos años de convivencia, la ha abandonado repentinamente. Sin embargo, Marina, no se resignó a vivir en soledad, por lo que abrió las puertas de su casa y de su corazón a un nuevo amor al que conoció a través de una agencia de citas: Blas.
Blas es empleado en una agencia de viajes y tiene un hijo, mientras que Marina trabaja en una oficina y además es ama de casa. Marina tiene obsesión por el dinero y la imagen personal, cuando Blas solamente tiene una preocupación: la tensa y conflictiva relación que mantiene con su exmujer Angelines, con la que Marina intentará llevarse bien hasta convertirse en su mejor amiga. Con todo esto, el día a día se hace muy difícil, pero cada uno trata de llamar la atención del otro a su manera.
- Esther y Miriam (467 a 489)

Esther y Miriam son dos jóvenes treintañeras que viven en el loft del edificio con unas vidas muy peculiares; Esther, la antropóloga, es una mujer volcada en su trabajo, sensata, responsable y racional, que ha roto con su novio tras descubrirlo en los brazos de otra mujer. Miriam, la psicóloga, es muy distinta. La búsqueda del placer y la diversión permanente constituye el principal motor de su vida, una mujer independiente y radical que estudió psicología con un único fin: trabajar en una profesión bien remunerada que le permita mantener su independencia y libertad. El piso en el que viven se convertirá en el escenario de los enfrentamientos y discrepancias de estas dos chicas

## Series derivadas
- Escenas de matrimonio 2, continuación de la serie, que cuenta con el regreso de Pepa y Avelino. (2009-2010)
- Marina, ya estoy en casa, secuela de la pareja formada por Roberto y Marina que no vio la luz pero si se grabó un piloto. (2009)[15]
- Aquí me las den todas, única serie derivada realizada finalmente de Escenas de Matrimonio. (2011)
- Cuñados —anteriormente denominado Parejología 3x2—. (2011-2012)
- Esposa 2, continuación de la serie, que cuenta con algunas diferencias de la original. (2013)

### Escenas de matrimonio en el mundo
- Scènes de ménages, serie francesa de Alain Kappauf. (2009-)
- Hogar, Dulce, Hogar, serie uruguaya emitida por Canal 10
- No empieces a murmurar, serie griega por Alpha TV (2013 - presente)
- Escenas de matrimonio, serie ecuatoriana producida y emitida por Teleamazonas (2015)

## Temporadas y audiencias
Las audiencias de las diferentes temporadas de Escenas de Matrimonio a lo largo de su andadura por Telecinco fueron:
| Temporada                                      | Fecha     | Cadena    | Espectadores | Cuota |
| ---------------------------------------------- | --------- | --------- | ------------ | ----- |
| Escenas de Matrimonio: Primera Temporada       | 2007      | Telecinco | 2 576 000    | 22,8% |
| Escenas de Matrimonio: Segunda Temporada       | 2007      | Telecinco | 4 442 000    | 28,0% |
| Escenas de Matrimonio: Tercera Temporada       | 2007-2008 | Telecinco | 4 228 000    | 24,5% |
| Escenas de Matrimonio: Cuarta Temporada        | 2008      | Telecinco | 3 655 000    | 22,5% |
| Escenas de Matrimonio: Quinta Temporada        | 2008      | Telecinco | 2 924 000    | 19,1% |
| Escenas de Matrimonio: Sexta Temporada         | 2008      | Telecinco | 1 955 000    | 19,8% |
| Escenas de Matrimonio: Séptima Temporada       | 2008      | Telecinco | 3 057 000    | 19,9% |
| Escenas de Matrimonio: Octava Temporada        | 2008-2009 | Telecinco |              |       |
| Escenas de Matrimonio: Novena Temporada        | 2009      | Telecinco |              |       |
| Escenas de Matrimonio: Décima Temporada        | 2009      | Telecinco |              |       |
| Escenas de Matrimonio: Decimoprimera Temporada | 2009-2010 | Telecinco |              |       |